# Jezioro Miętkie
Jezioro Miętkie – jezioro w woj. warmińsko-mazurskim, w powiecie szczycieńskim, w gminie Dźwierzuty.

## Opis
Jezioro otoczone przez lasy i tereny podmokłe (mokradła). Brzegi północne i południowe - niskie, płaskie, bagniste, wschodnie i zachodnie - wysokie, strome, zalesione. Łączy hydrologicznie na południu jeziora Zaleśne i na północy Słupek.  W okresie lata woda słabo przezroczysta, kwitnie roślinność wodna. Zbiornik bardzo żyzny.  Istnieje kilka pomostów wędkarskich. 
Leży między wsiami Miętkie i Jeleniowo. Dojazd od Szczytna w stronę Mrągowa drogą wojewódzką nr 600, następnie w Orzynach w prawo drogą powiatową nr 26622, do miejscowości Miętkie, za wsią droga gruntową w lewo.

## Dane morfometryczne
Powierzchnia zwierciadła wody według różnych źródeł wynosi od 23 do 25 ha.
Zwierciadło wody położone jest na wysokości 140,7 m n.p.m. lub 142,0 m n.p.m. Średnia głębokość jeziora wynosi 1,5 m, natomiast głębokość maksymalna 3,0 m.